# Hyddelihat
Hyddelihat er en dansk kortfilm fra 1989, der er instrueret af Søren Danielsen efter manuskript af Benny Andersen.

## Handling
En sang-teaterforestilling for de 3-8 årige på Det Lille Teater i København. En varm lille historie om hvordan to temperamenter mødes og får det bedste og det værste ud af det.